# Gåstjärnen (Solleröns socken, Dalarna)
Gåstjärnen är en sjö i Mora kommun i Dalarna och ingår i Dalälvens huvudavrinningsområde.